# Christian Berger (Politiker)
Christian Berger (* 30. Juni 1978 in Wipperfürth) ist ein deutscher Politiker (CDU). Seit 2022 ist er Abgeordneter im Landtag Nordrhein-Westfalen.

## Leben
Berger wuchs in Wipperfürth auf und legte 1995 die Mittlere Reife ab. 1997 erlangte er an der Höheren Handelsschule die Fachhochschulreife. Von 1997 bis 2022 war er bei der Radium Lampenwerk GmbH tätig, von 2012 bis 2022 als Vertriebsleiter. Er ist verheiratet und hat eine Tochter.

## Politik
Berger ist seit 2017 erneut Mitglied der CDU, der er bereits von 1996 bis 2007 angehörte. Von 1999 bis 2004 war er Mitglied des Stadtrats von Wipperfürth. Seit 2018 ist er als sachkundiger Bürger wieder in der Wipperfürther Kommunalpolitik tätig. Seit 2020 ist er Vorsitzender des CDU-Stadtverbandes in Wipperfürth. Zudem ist er in der Mittelstands- und Wirtschaftsunion aktiv.
Bei der Landtagswahl in Nordrhein-Westfalen 2022 gewann er das Direktmandat im Landtagswahlkreis Oberbergischer Kreis I.